# Skällande lövgroda
Skällande lövgroda (Hyla gratiosa) är en groda från Nordamerika som tillhör släktet Hyla och familjen lövgrodor.

## Beskrivning
Den skällande lövgrodan är en stor, kraftigt byggd lövgroda med grynig hud, vars längd varierar mellan 5 och 7 cm. Färgteckningen varierar kraftigt eftersom grodan har förmåga att ändra färg. Vanligtvis har den varierande gröna, grå till bruna färger, men mycket ofta med mörka fläckar på ryggen. Den har också en ljus sidostrimma bakåt från överkäken. Hanens hals är ljusgrön eller gulaktig. Grodan har tådynor på alla tårna som ett klätterhjälpmedel.

## Utbredning
Grodan finns i USA från North Carolina, över norra Mississippi till södra Florida och västerut till Louisiana. Separata populationer finns även i Delaware och Maryland (sammanhängande population), sydvästra Kentucky och Tennessee (sammanhängande population) samt sydöstra Virginia. En införd population i södra New Jersey är troligtvis numera utdöd.

## Ekologi
Den skällande lövgrodan förekommer på sandiga, tallbeväxta savanner, i lågvuxen, fuktig skog och träskområden, gärna med cypresser, Quercus phellos (pilbladig ek) och Nyssa sylvatica (tupeloträd). Den vistas både på land och i vatten, och kan klättra upp i trädtopparna varma dagar. Under torr väderlek söker den fuktighet genom att gräva ner sig bland trädrötter och markvegetation. Den har en varierad diet, främst leddjur som skalbaggar och andra insekter. Själv utgör den föda åt trollsländelarver, Nerodia fasciata (sydlig vattensnok), vattenmockasin (Agkistrodon piscivorus) och Heterodon simus (sydlig trynsnok). Grodan kan bli över 10 år gammal. Lätet är ett explosivt skällande.

### Fortplantning
Parningen äger rym från april till augusti i södra delarna av utbredningsområdet, juni till juli i norr. Lek och larvutveckling äger rum i grunda vattensamlingar, dit hanarna anländer först. Honorna parar sig bara en gång per leksäsong, medan hanarna kan para sig med flera honor. Honan lägger mellan 1 500 och 4 000 ägg; grodynglen förvandlas till fullbildade grodor efter 1,5 till 5 månader.

## Status
Den skällande lövgrodan är klassificerad som livskraftig ("LC") av IUCN, och populationen är stabil i de centrala delarna av utbredningsområdet. I vissa ytterområden, bland annat Virginia, hotas den av skogsbrukets omläggning till monokulturer. I Florida förekommer även insamling för användning som sällskapsdjur.